# Super Trouper (dal)
A Super Trouper című dal a svéd ABBA kislemeze a Super Trouper című albumról. A kislemez B oldalán a The Piper című szám hallható. Ezt a dalt vették fel legutoljára az albumra. Eredetileg  Anni-Frid Lyngstad énekével Blinka Lilla Stjärna címen rögzítették, a "Put On Your White Sombrero című dal helyett. A dal szerepel az ABBA Gold: Greatest Hits című válogatás albumon is, és a Mamma Mia filmzene albumra is felkerült.

## A dal
A dal egy lányról szól, aki a szerelmét várja, és már másra nem is tud gondolni. Mikor koncerten van mindig azt hiszi mintha az az utolsó fellépése lenne, és örül neki mikor a fiú felhívja őt és elmondja neki hogy meg fogja látogatni őt.
A dalban Anni-Frid Lyngstad énekel szólót Agnetha Fältskog is csak néha kapcsolódik be. Az együttes másik fele csak a refrénben kap nagyobb hangsúlyt, amint a két férfi azt mondják "Sup-p-per Troup-p-er".

## Megjelenések
7"  Svédország Polar – POS 1274 
- A Super Trouper 4:13
- B The Piper 3:25

## A videóklip
A videóklip elején Frida és Agnetha látható kicsit álomszerű képben, majd ezután egy nagy terembe megy át a kép és az ABBA körül egy helyi cirkusz és több barátjuk és ismerősük áll és a cirkuszi artisták különböző mutatványokat adnak elő nekik aki tapsolnak eközben. Majd ezután következik hogy Frida áll a stúdióban egy kék színű pulóverben és zsebbe dugott kézzel énekel. Majd később mikor a refrén következik akkor pedig már az ABBA összes tagja látható egy reflektorokkal hátulról megvilágított helyiségben vannak elegánsan kiöltözve. Benny egy hatalmas fehér zongora előtt ül ami szintén ki van világítva, Björn pedig Frida és Agnetha között áll egy fehér gitárral kezében. Mikor a refrén elkezdődik: "Tonight the Super Trouper lights are gonna find me" Agnetha felfelé mutat, majd mikor az jön hogy: "Feeling like a Number One", akkor egy egyes számot mutat.

## Slágerlista

### Heti összesítés
| Slágerlista (1980–81)                                      | Legjobb helyezés |
| ---------------------------------------------------------- | ---------------- |
| Ausztrália Australian Singles Chart                        | 7                |
| Ausztria Austrian Singles Chart                            | 3                |
| Belgium Belgian Singles Chart                              | 1                |
| Kanada Canadian Singles Chart                              | 1                |
| Costa Rica Costa Rica Singles Chart                        | 1                |
| Hollandia Dutch 40                                         | 1                |
| Hollandia Dutch 100                                        | 1                |
| Európa Eurochart Hot 100 Singles                           | 1                |
| Finnország Finnish Singles Chart                           | 8                |
| Franciaország French Singles Chart                         | 4                |
| Németország West German Singles Chart                      | 1                |
| Írország Ír slágerlista                                    | 1                |
| Japán Japanese Singles Chart                               | 13               |
| Mexikó Mexican Singles Chart                               | 3                |
| Norvégia Norwegian Singles Chart                           | 1                |
| Spényolország Spanish Singles Chart                        | 1                |
| Svédország Swedish Singles Chart                           | 11               |
| Svájc Swiss Singles Chart                                  | 1                |
| Egyesült Királyság Brit kislemezlista                      | 1                |
| Amerikai Egyesült Államok US Billboard Hot 100             | 45               |
| Amerikai Egyesült Államok US Billboard Hot Dance Club Play | 1                |
| Amerikai Egyesült Államok US Cashbox Top 100 Singles       | 1                |
| Zimbabwe Zimbabwean Singles Chart                          | 1                |

### Év végi összesítés
| Slágerlista(1980)  | Helyezés |
| ------------------ | -------- |
| Egyesült Királyság | 3        |

## Feldolgozások
- A dalt az A-Teens is feldolgozta, mely 1999. november 29.-én jelent meg.

## A dal egyéb médiában
A dal hallható volt a Mamma Mia! című filmben, ahol Streep, Baranski és Walters adják elő. Az új 2018. július 13.-án megjelent Mamma Mia! Sose hagyjuk abba című filmben is elhangzik (Christine Baranski, Pierce Brosnan, Cher, Dominic Cooper,  Alexa Davies, Josh Dylan, Colin Firth, Andy García, Jeremy Irvine, Lily James, Amanda Seyfried, Stellan Skarsgård, Hugh Skinner, Meryl Streep, Julie Walters ésJessica Keenan Wynn) előadásaiben. A filmzenét a Capitol Records és a Polydor közösen jelentették meg.

### Slágerlista
| Slágerlista (2018)                                                     | Legjobb helyezés |
| ---------------------------------------------------------------------- | ---------------- |
| Skócia (Official Charts Company)                                       | 52               |
| Egyesült Királyság UK Singles Download Chart (Official Charts Company) | 81               |
| Egyesült Királyság UK Singles Sales Chart (Official Charts Company)    | 81               |